# Егриски хребет
Егриският хребет или Мегрелски хребет (на грузински: ეგრისის ქედი; на руски: Эгрисский хребет, Мегрельский хребет) е планински хребет в Голям Кавказ, простиращ се от запад на изток на протежение от 70 km и ширина 32 km в северната част на Грузия, между долините на реките Ингури (влива се в Черно море) на запад и Цхенисцкали (десен приток на Риони) на изток. На север е ограничен от долините на реките Кослети (ляв приток на Ингури) и Хеледула (десен приток на Цхенисцкали), а прохода Хилерди (2656 m), в изворната област на двете реки го отделя от Сванетския хребет. На юг от главното било на хребета, между долините на реките Ингури, Хоби (влива се в Черно море), Техури (десен приток на Риони) и Цхенисцкали се спускат дълги и тесни планински езици, които постепенно „потъват“ в Колхидската низина. Максимална височина връх Читагвала 3226 m, (42°47′43″ с. ш. 42°13′48″ и. д. / 42.795278° с. ш. 42.23° и. д.), издигащ се в западната му част. На запад текат малки, къси и бурни реки леви притоци на Ингури, на изток – малки и къси десни притоци на Цхенисцкали, а на юг много по-дълги реки (Хоби, Техури и др.). Склоновете му са покрити с гъсти широколистни гори (дъб, бук и др.), а над 2000 m са разположени субалпийски и алпийски пасища. В западното му подножие, в долината на река Ингури е разположен град Джвари, в източното му подножие, в долината на река Цхенисцкали – град Цагери, а между южните му разклонения – градовете Целенджиха и Мартвили и селището от градски тип Чхороцку. 

## Топографска карта
- К-38-VII М 1:200000[2]